# Tingey Nunatak
Tingey Nunatak är en nunatak i Antarktis. Den ligger i Östantarktis. Australien gör anspråk på området. Toppen på Tingey Nunatak är 1 675 meter över havet.
Terrängen runt Tingey Nunatak är lite kuperad, och sluttar norrut. Trakten är obefolkad. Det finns inga samhällen i närheten.